# Lollipop Chainsaw
Lollipop Chainsaw (ロリポップチェーンソー, Roripoppu Chēnsō) est un jeu vidéo d’action développé par Grasshopper Manufacture. Il est sorti en juin 2012 sur PlayStation 3 et Xbox 360.

## Synopsis
Le jour de l'anniversaire de Juliet Starling, la Terre est mystérieusement contaminée par un gaz venu de l'espace transformant en zombie toute vie humaine sur Terre.
Armée de sa tronçonneuse, et aidée de Nick Carlyle, son petit ami (du moins sa tête) elle part autour de l'université de San Romero (où elle est pom-pom girl de l'équipe des Knights) afin de sauver la ville de la contamination zombie.

## Personnages

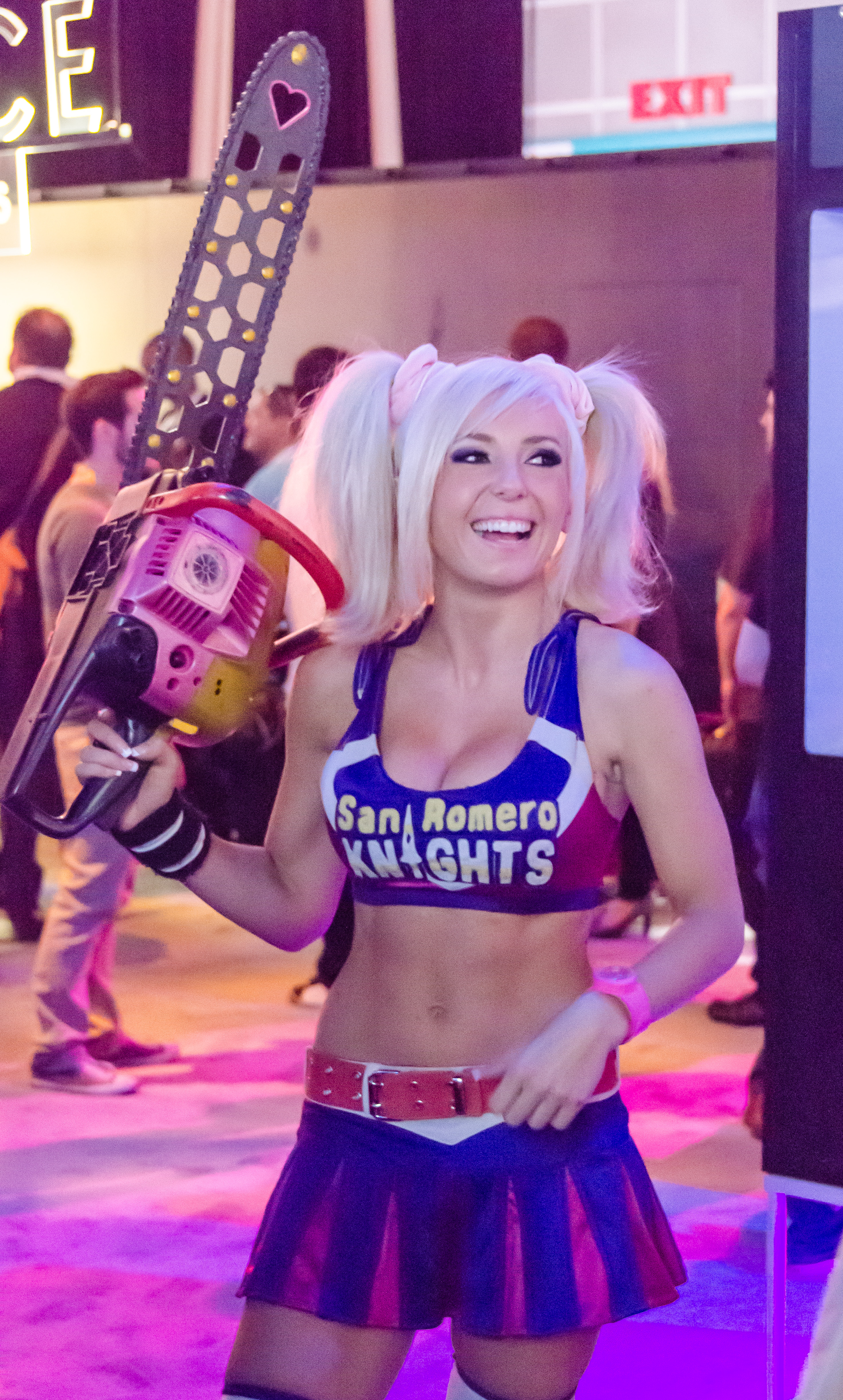
Cosplay de Juliet Starling lors de la campagne marketing durant l'E3 2012.

- Juliet Starling (VO : Tara Strong) : Capitaine des pom-pom girls dans le lycée de San Romero où les zombies sont apparus, elle est également une chasseuse de zombie maniant une tronçonneuse. Juliet est une fille joyeuse, positive (penchant parfois vers un comportement enfantin) et qui semble ne pas beaucoup se soucier de l'invasion de zombies dont elle s'occupe pourtant. Juliet utilise également sa tronçonneuse en la transformant en fusil (à partir d'un cadeau offert par Cordelia, sa grande sœur) pour atteindre des zombies inaccessibles autrement.
- Nick Carlyle (VO : Michael Rosenbaum) : Nick est un garçon de 18 ans décrit par Juliet comme incroyablement beau, faisant partie de l'équipe des San Romero Knights. Ce qu'elle ne savait pas, c'est qu'il est vraiment amoureux d'elle et n'hésite pas à se jeter sur un zombie pour la sauver. Cependant grâce à l'utilisation de la magie par Juliet, ce dernier reste en vie mais se retrouve quelque peu raccourci (il ne lui reste plus que sa tête) et se retrouve accroché à la ceinture de Juliet. Capable de parler, il aidera Juliet (en greffant sa tête sur des corps décapités) tout au long de l'aventure en permettant de libérer un passage ou d'aider Juliet à sauter plus haut pour avancer dans le jeu.
- Cordelia Starling (VO : Linda Cardellini) : Cordelia est la sœur ainée de Juliet (20 ans), son arme favorite est le fusil de sniper (elle est décrite comme étant aussi habile qu'un tireur d'élite). Elle porte des cheveux courts et est plus mûre que ses deux sœurs réunies, visiblement.
- Rosalind Starling (VO : Kimberly Brooks) : Rosalind est la sœur cadette de l’héroïne (16 ans). Elle adore conduire toute sorte d'engins (elle a demandé une grue de chantier pour Noël), le problème étant qu'elle est un véritable danger public derrière un volant. Elle s'habille de manière très colorée, rit sans arrêt et a une légère tendance à trouver que plus la situation est effrayante, plus elle est amusante.
- Morikawa Senseï (VO : Bruce Locke) : Japonais d'origine, cet homme âgé de plus de 70 ans est le professeur de Juliet en sciences occultes zomboïdes. C'est le premier à avoir détecté la contamination de la ville de San Romero. Il a appris à Juliet toutes les techniques de combat contre les zombies et leurs chefs.
- Zed (VO : Little Jimmy Urine) : zombie punk, boss du niveau du lycée.
- Vikke (VO : Michael Rooker) : zombie viking, boss du niveau du stade.
- Mariska (VO : Shawnee Smith) : zombie hippie, boss du niveau de la ferme.
- Josey (VO : Dave Fennoy) : zombie funky, boss du niveau du centre-commercial.
- Lewis (VO : Rick D. Wasserman) : zombie rock'n'roll, boss du niveau de la cathédrale.
- Killabilly (VO : Fred Tatasciore) : boss final de la ville.

## Accueil
- Famitsu : 36/40[1]
- Jeuxvideo.com : 14/20[2]